# Batalha dos Quatro Dias

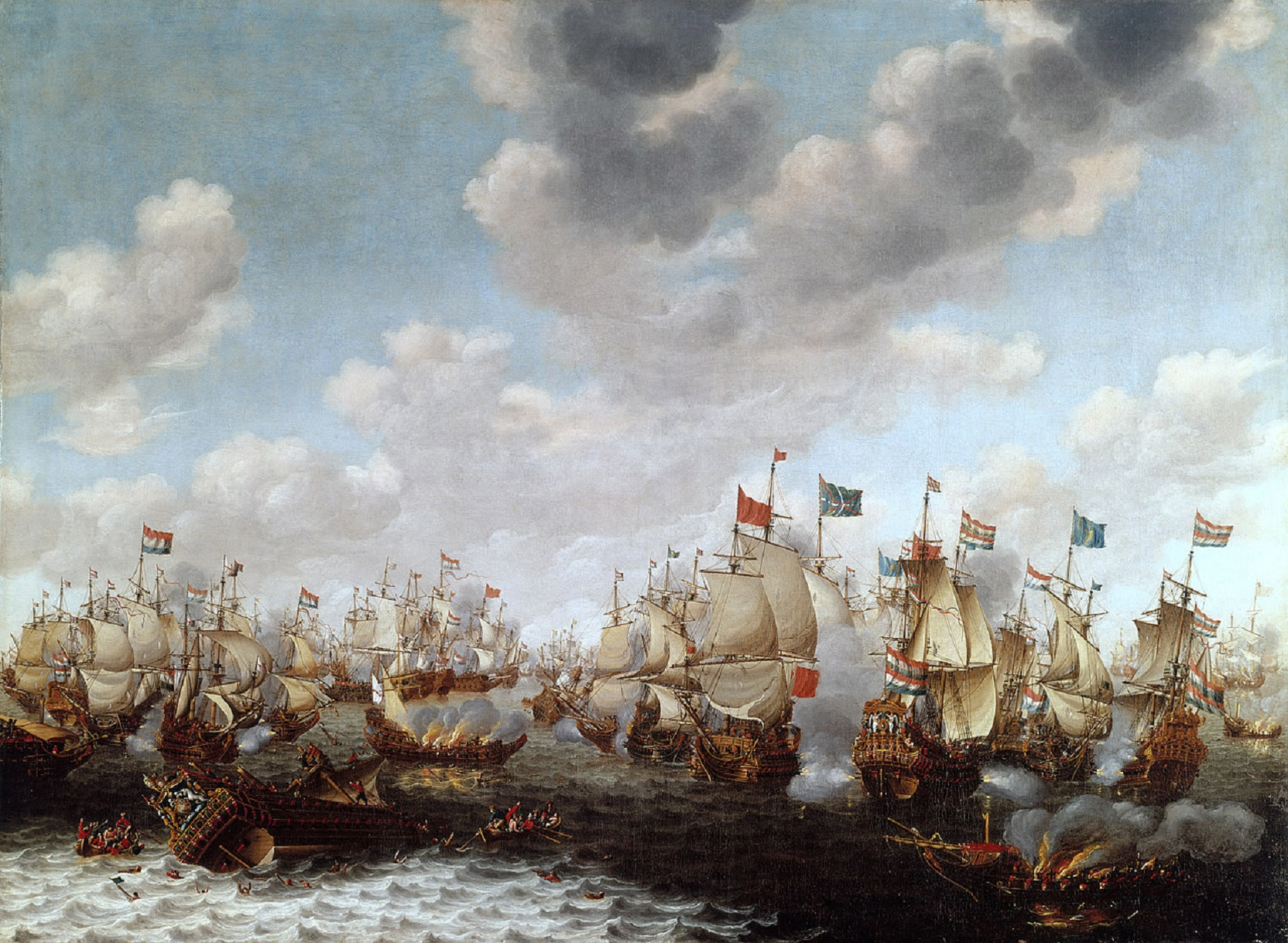
A Batalha de Quatro Dias de Pieter Cornelisz van Soest, circa 1666

A Batalha dos Quatro Dias também conhecida como Luta dos Quatro Dias em algumas fontes inglesas e como Vierdaagse Zeeslag em holandês, foi uma batalha naval da Segunda Guerra Anglo-Holandesa. Travada de 1 a 4 de junho de 1666 (calendário juliano, na altura usado na Inglaterra), no sul do Mar do Norte, começou na costa flamenga e terminou perto da costa inglesa. Continua sendo um dos combates navais mais longos da história. As contas holandesas referem-se às suas datas como 11 de junho a 14 de junho de 1666 usando o calendário do Novo Estilo.

Os holandeses infligiram danos significativos à frota inglesa, que perdeu dez navios no total, com mais de 1 mil homens mortos, incluindo dois vice-almirantes, Sir Christopher Myngs e Sir William Berkeley, e quase 2 mil ingleses foram feitos prisioneiros, incluindo um terceiro vice-almirante, George Ayscue. As perdas holandesas foram quatro navios destruídos por fogo e mais de 1 550 homens mortos, incluindo o tenente almirante Cornelis Evertsen, o vice-almirante Abraham van der Hulste Contra-Almirante Frederik Stachouwer. Embora o resultado tenha sido uma vitória clara dos holandeses, isso não tornou a frota inglesa incapaz de novas ações, já que foi capaz de impedir uma tentativa holandesa de atacá-la e destruí-la fundeada no estuário do Tâmisa no início de julho. Depois de se reabilitar rapidamente, a frota inglesa derrotou a frota holandesa ao largo de North Foreland em 25 de julho na Batalha do Dia de St. James.